# Europejskie Igrzyska Halowe w Lekkoatletyce 1967 – bieg na 800 m kobiet
Bieg na 800 metrów kobiet – jedna z konkurencji biegowych rozgrywanych podczas lekkoatletycznych europejskich igrzysk halowych w hali Sportovní hala w Pradze. Rozegrano od razu bieg finałowy 12 marca 1967. Zwyciężyła reprezentantka RFN Karin Kessler, która na poprzednich igrzyskach zdobyła srebrny medal. Tytułu z poprzednich igrzysk nie broniła Węgierka Zsuzsa Szabó-Nagy.

## Rezultaty

### Finał
Opracowano na podstawie materiału źródłowego.
| Miejsce | Zawodniczka         | Czas   |
| ------- | ------------------- | ------ |
| 1       | Karin Kessler       | 2:08,2 |
| 2       | Maryvonne Dupureur  | 2:09,6 |
| 3       | Walentina Łukjanowa | 2:10,5 |
| 4       | Emília Ovádková     | 2:10,8 |
| 5       | Rosemary Stirling   | 2:11,6 |
| 6       | Dobroslava Žáková   | 2:12,4 |
| 7       | Mirjana Kovačev     | 2:15,4 |